# Leucauge xiaoen
Leucauge xiaoen är en spindelart som beskrevs av Zhu, Song och Zhang 2003. Leucauge xiaoen ingår i släktet Leucauge och familjen käkspindlar. Inga underarter finns listade i Catalogue of Life.